# Castello di Loretello
Il castello di Loretello è un castello situato nell'omonima frazione del comune di Arcevia, in provincia di Ancona, a circa 15 km dal capoluogo comunale e al confine con il comune di San Lorenzo in Campo (provincia di Pesaro e Urbino).
Si trova su una collina a circa 300 m di altitudine.

## Storia
La sua costruzione viene fatta risalire al 1072, contemporaneamente alla chiesa di Sant'Andrea, ad opera dei monaci del monastero di Fonte Avellana.
Nel 1139 dipendeva da Fonte Avellana, ma nel 1159 nacque una contesa per il suo possesso con la diocesi di Fossombrone: una commissione di cinque cardinali mediatori nominati dal papa vi pose fine nel 1185, per mezzo di un accordo di divisione a metà. 
Nel 1255 Loretello passò ad Arcevia, che pagò un indennizzo alla diocesi di Fossombrone. Nel 1273 trentatré famiglie avevano giurato fedeltà ad Arcevia, che ottenne il possesso definitivo nel 1289 con un atto del rettore della Marca. Loretello fu spesso sottoposto ad attacchi da parte dei nemici di Arcevia e decadde, finendo con lo spopolarsi.
L'aspetto attuale del castello deriva da successivi ampliamenti effettuati nel Trecento e nel Quattrocento. Non essendo più destinato ad uso militare vi fu aggiunto nel Settecento il ponte di accesso a tre arcate.
Loretello era amministrato da un "Consiglio del castello", mentre le funzioni di giustizia e sicurezza pubblica erano affidate ad un capitano. Con il passaggio al Regno d'Italia tutte le funzioni amministrative sono passate ad Arcevia.

## Descrizione
Le mura esterne sono tuttora percorribili con i camminamenti, i rivellini e la porta dello scomparso ponte levatoio. Vi si trovano due torri: 
- la "torre della guardia", una torre di avvistamento su tre piani, collegata con galleria alle vicine costruzioni ed a struttura angolata per meglio resistere ai colpi sparati dalle bombarde;
- la torre detta "la prigione", su sei piani, con strette feritoie e merli in stile ghibellino, adibita un tempo anche a prigione ed abitata da privati fino a tempi recenti.

All'interno del castello sorge un piccolo centro abitato.

## Galleria d'immagini

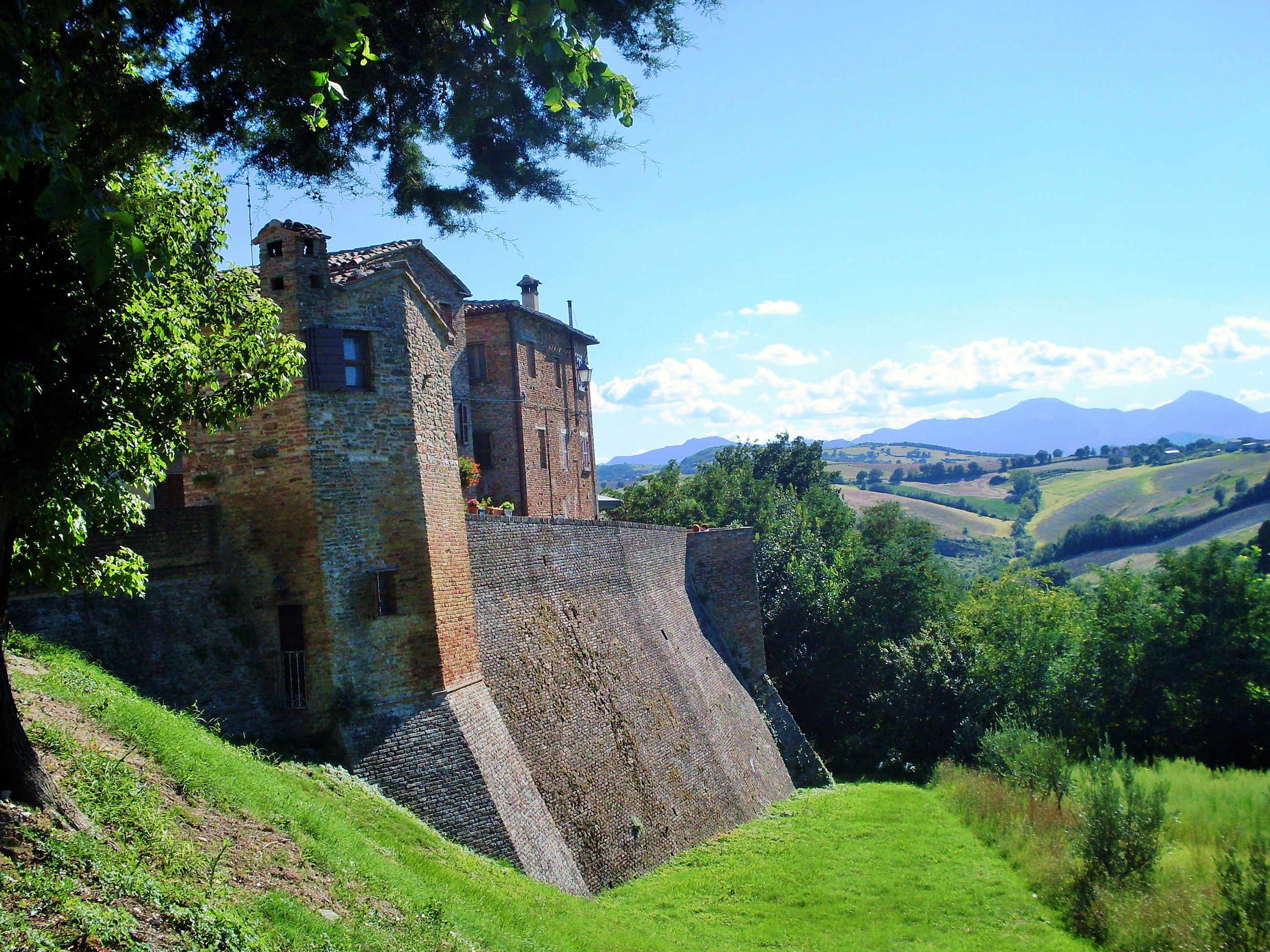
Loretello Castello vista campagna
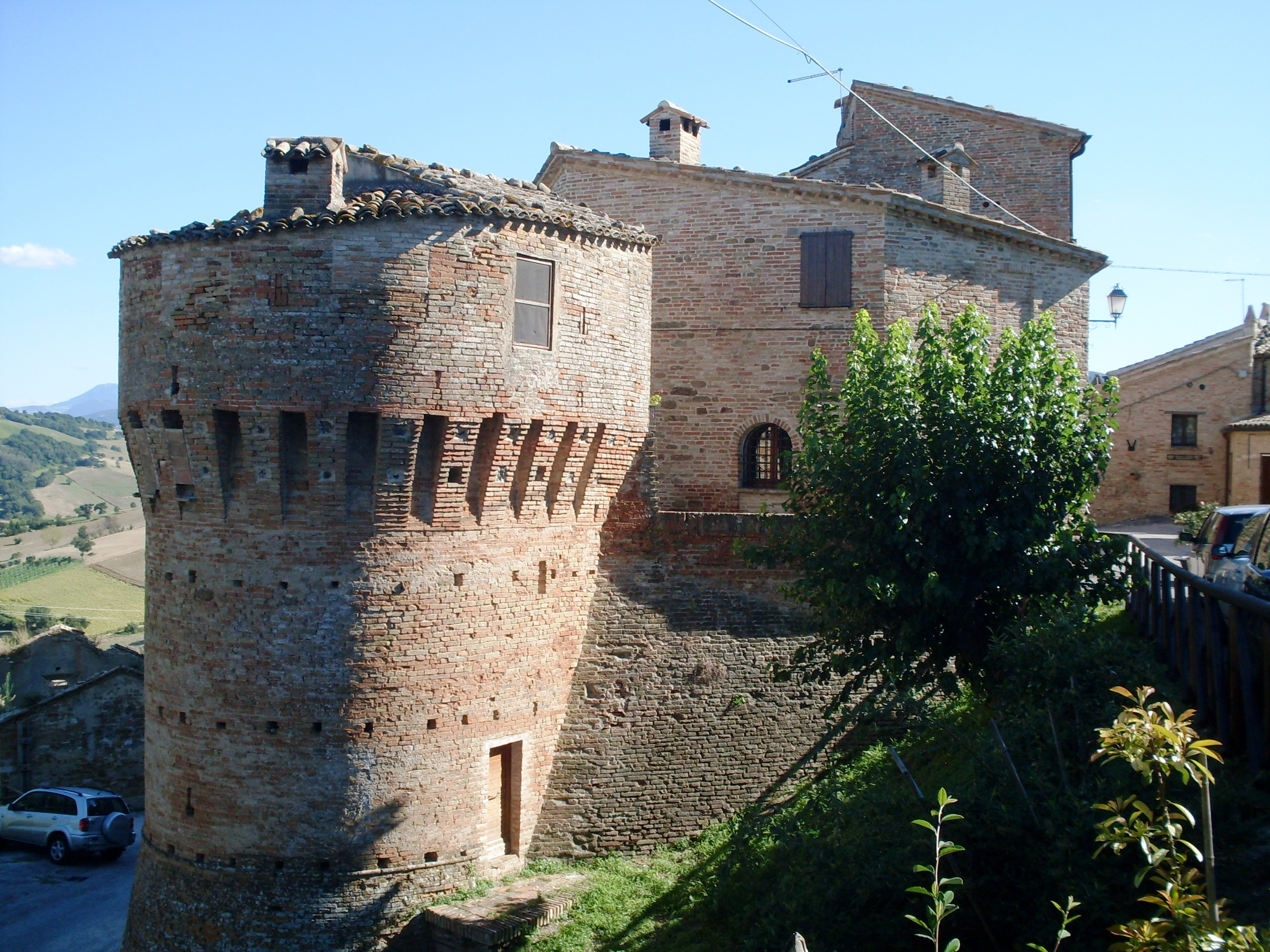
Loretello castello torre
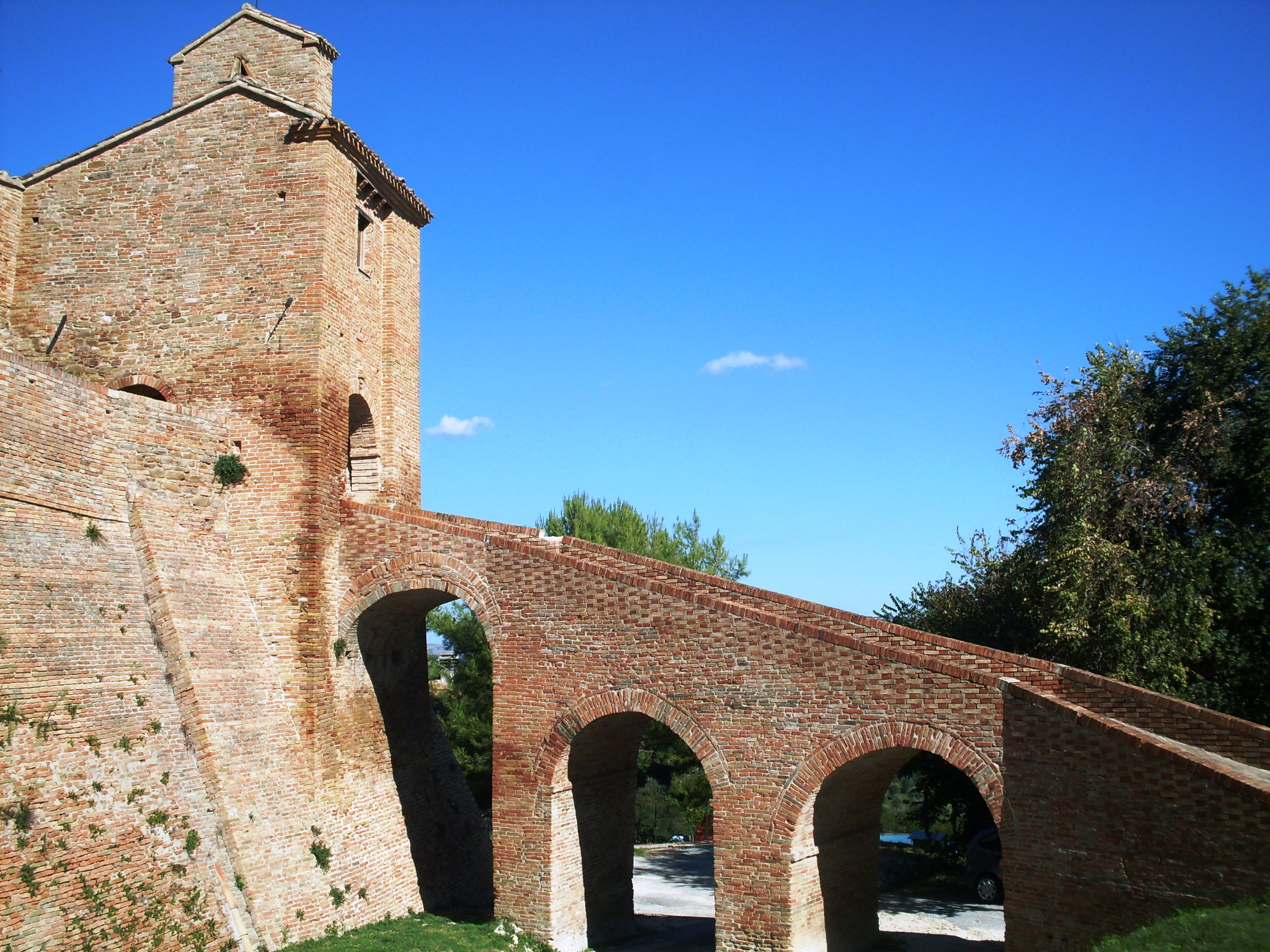
Loretello castello rampa ingresso vista laterale
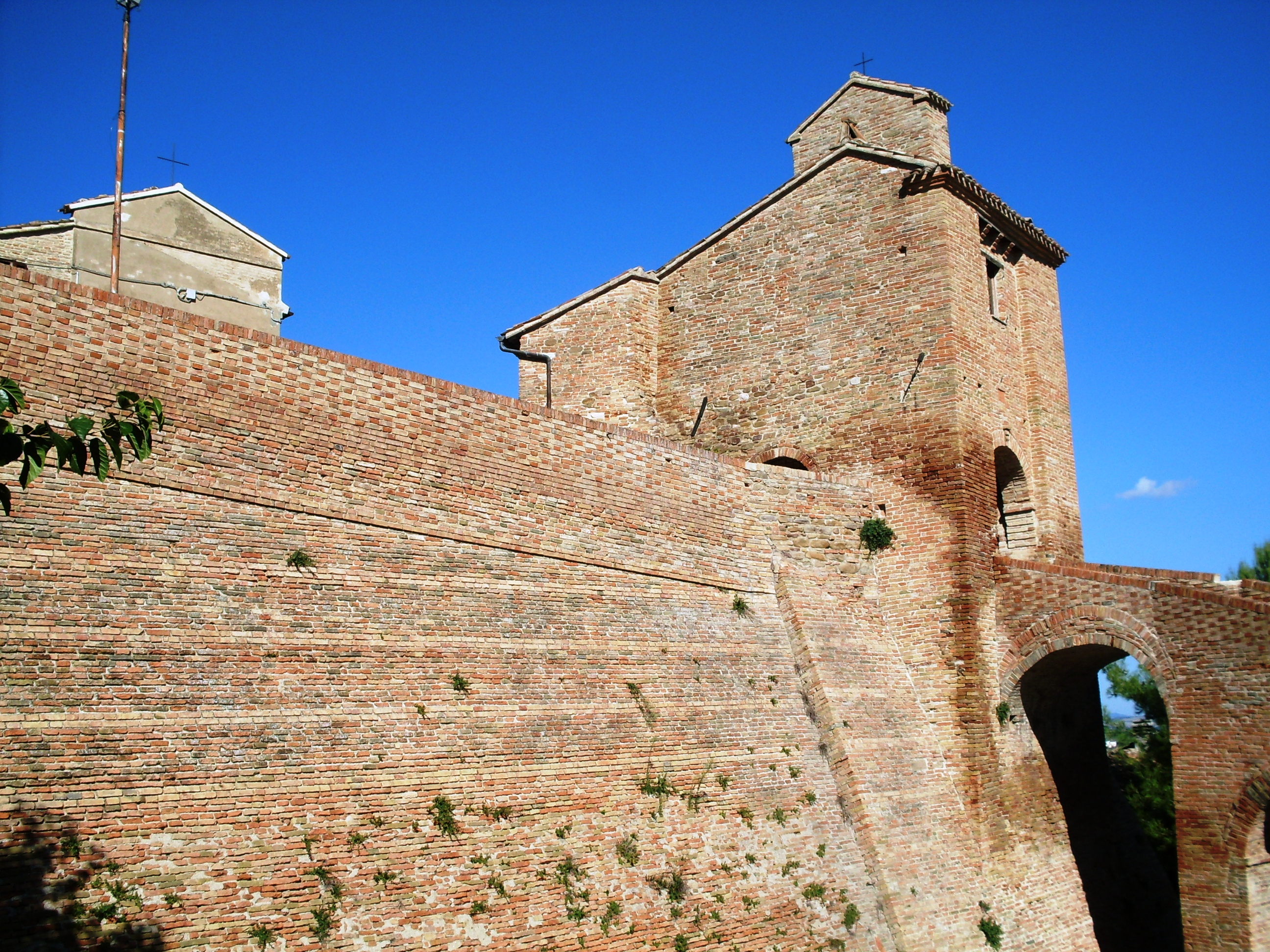
Loretello castello mura ingresso
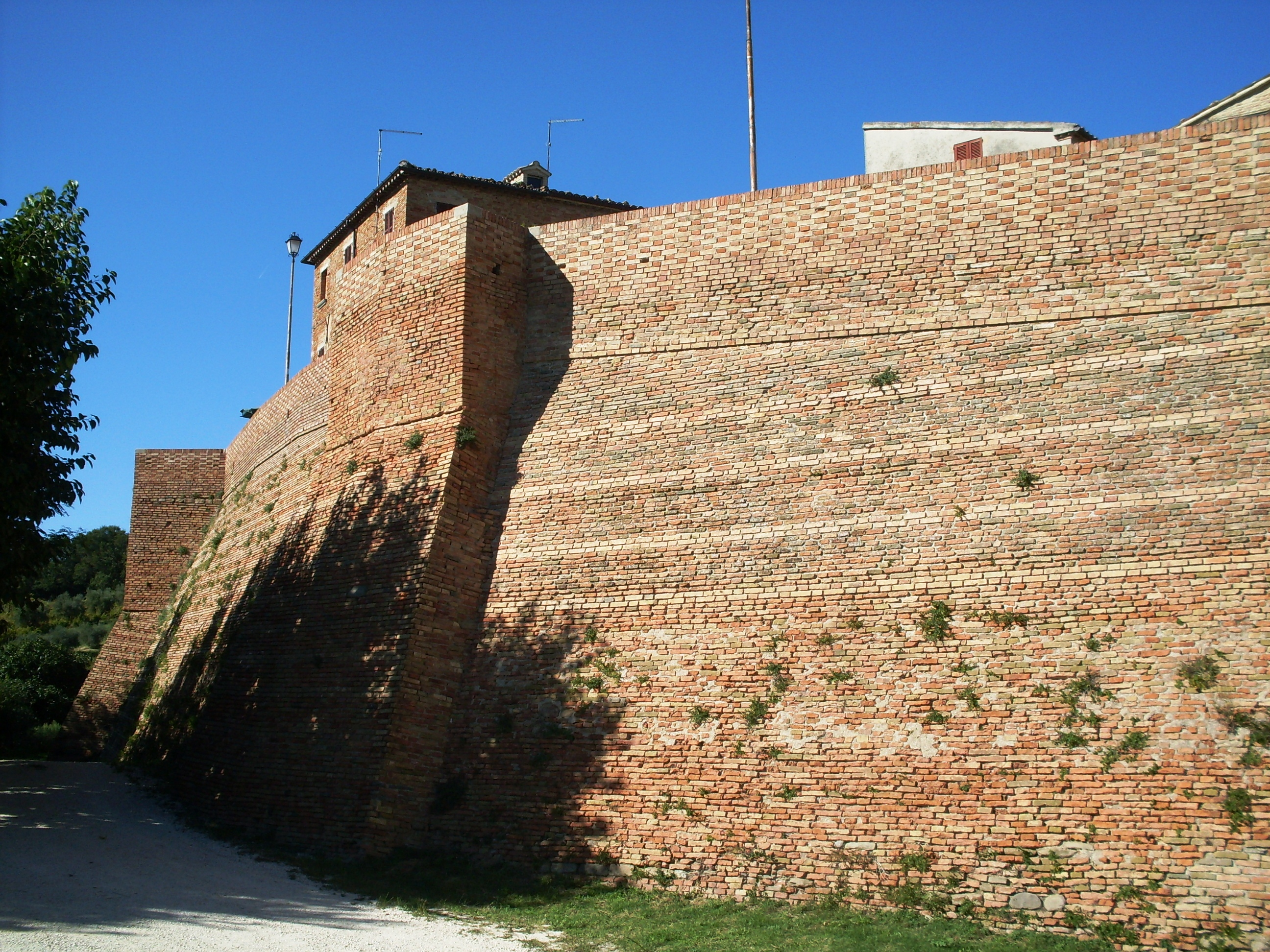
Loretello castello mura 1
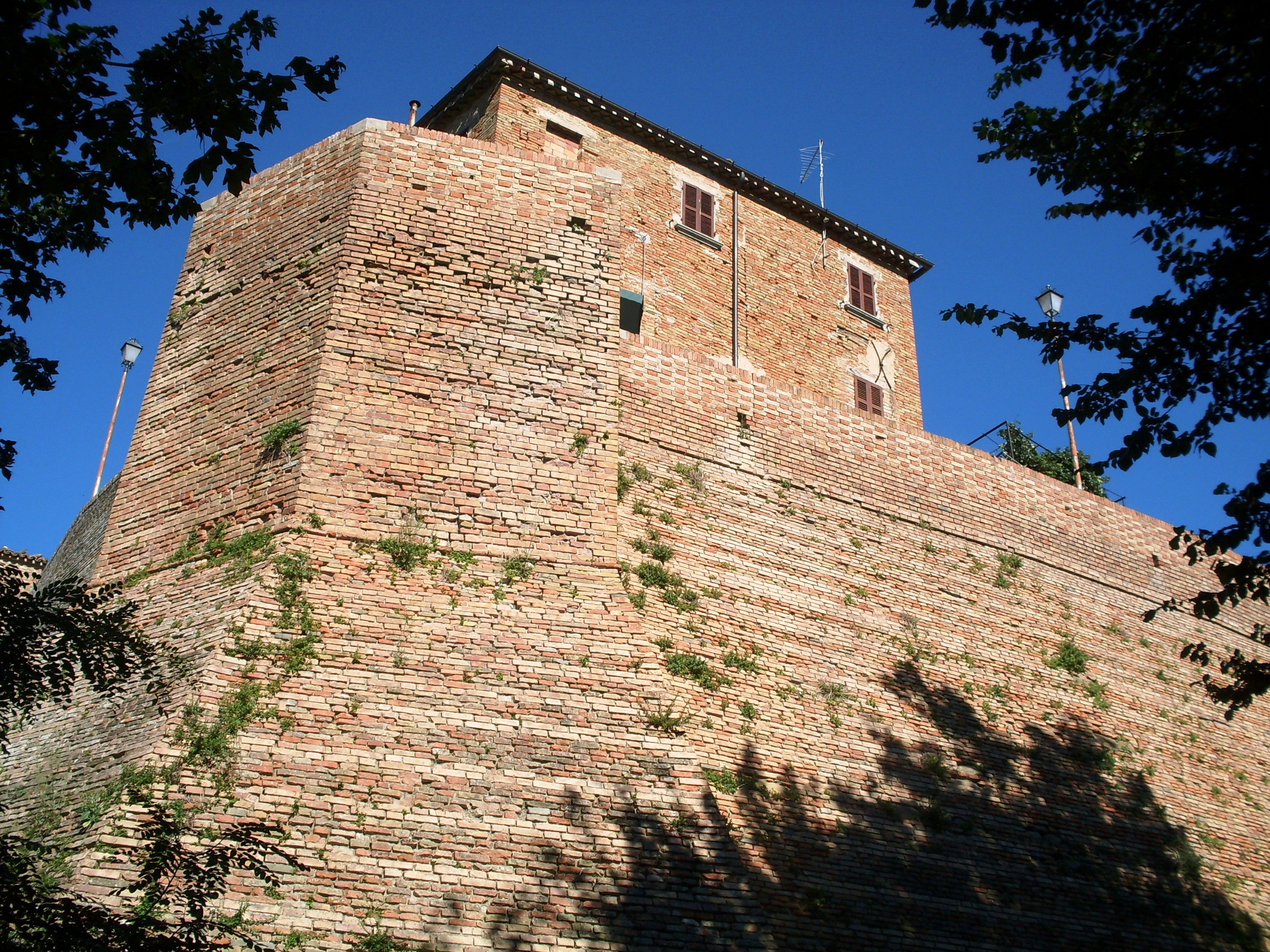
Loretello castello torrione e mura
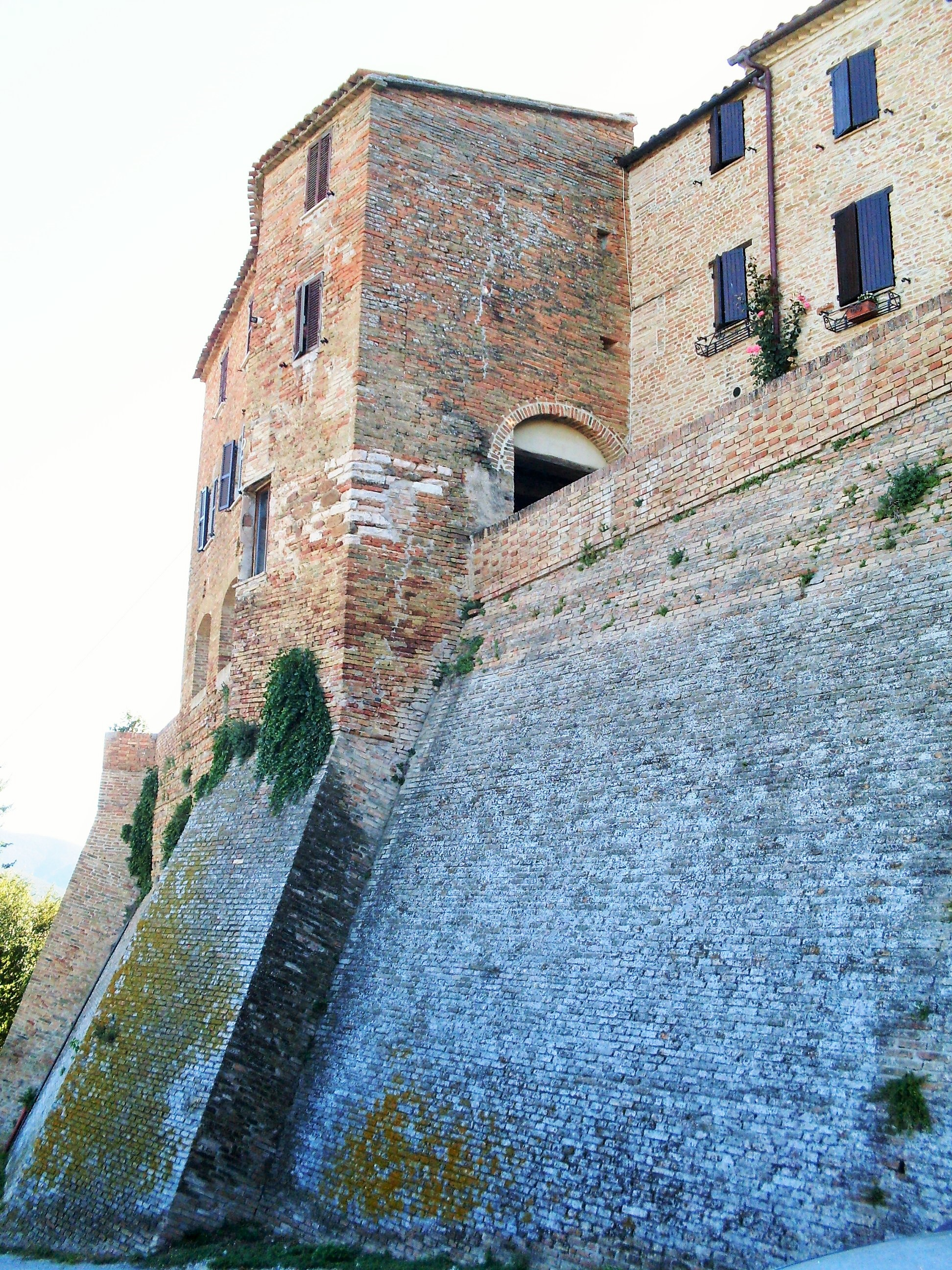
Loretello castello mura 2
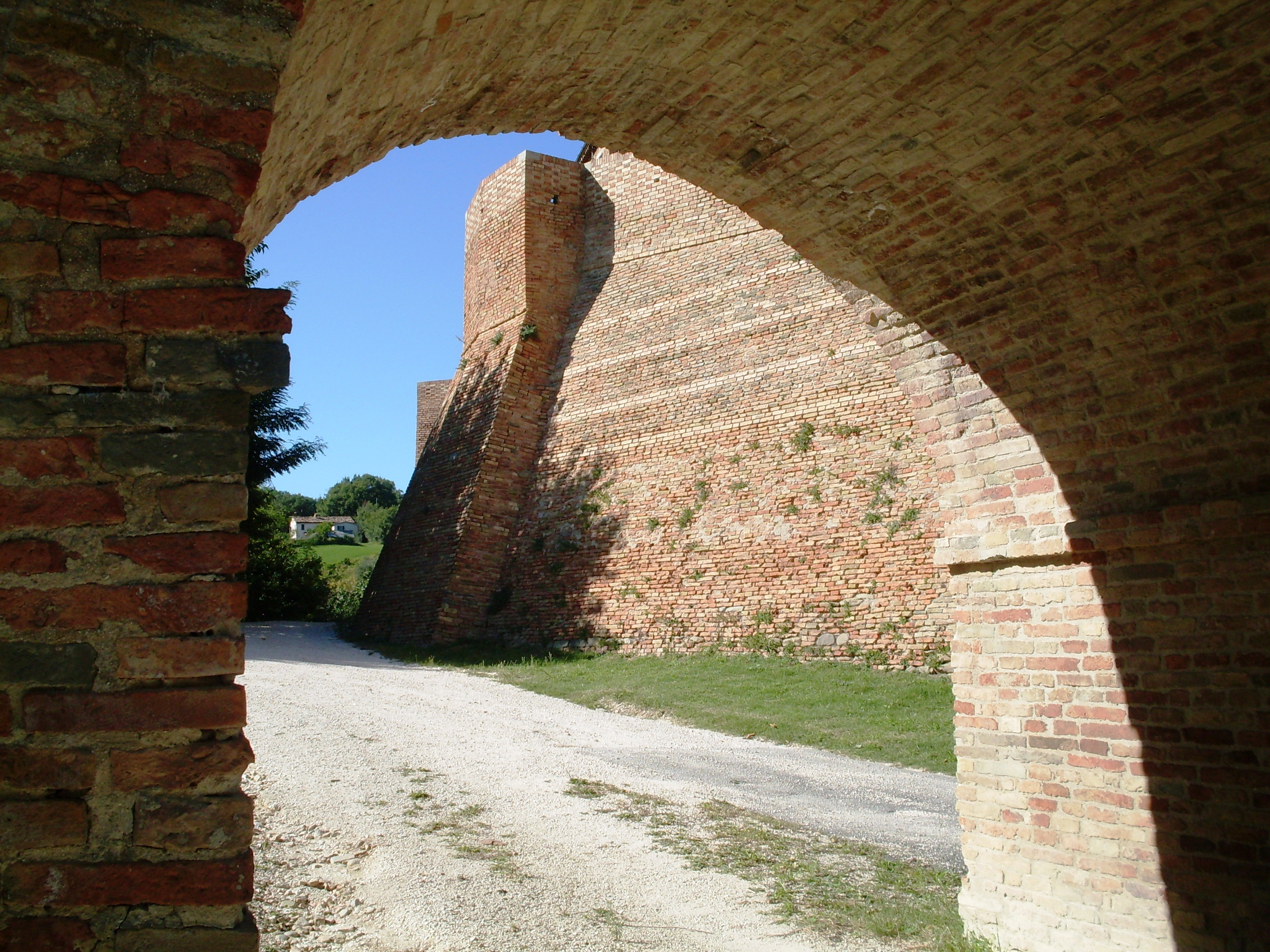
Loretello castello vista mura da rampa
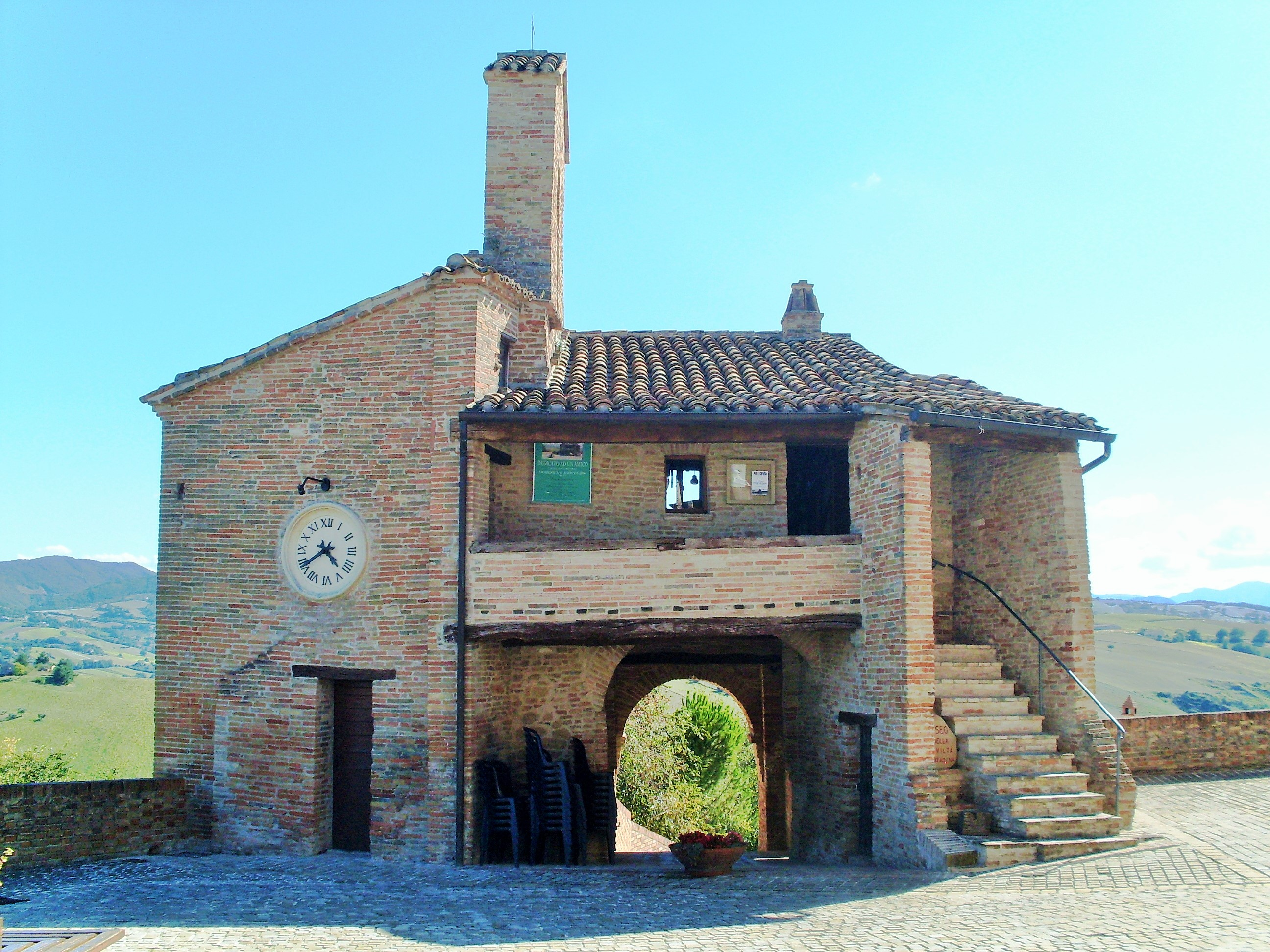
Loretello castello torre sopra ingresso
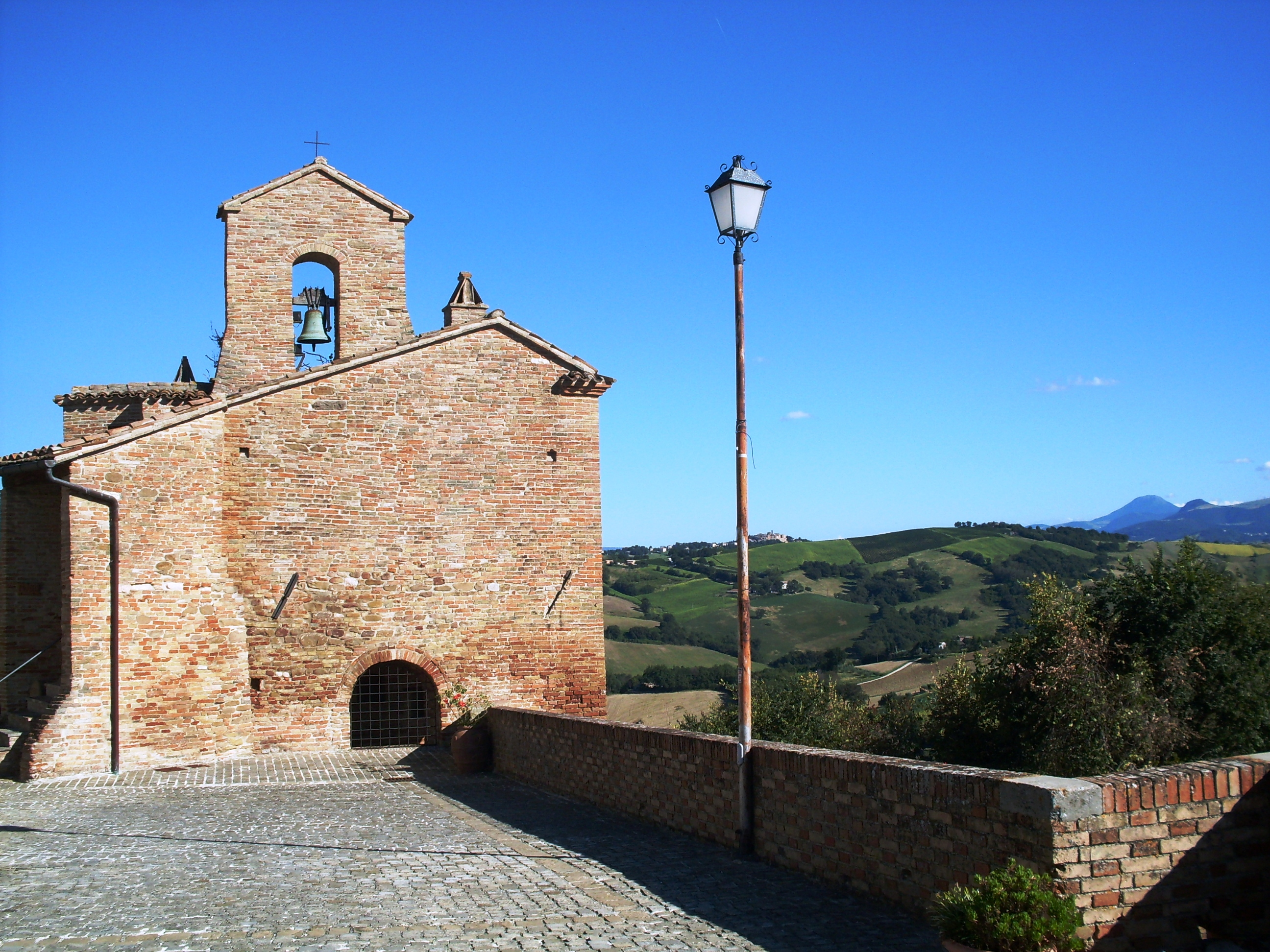
Loretello castello vista sopra ingresso
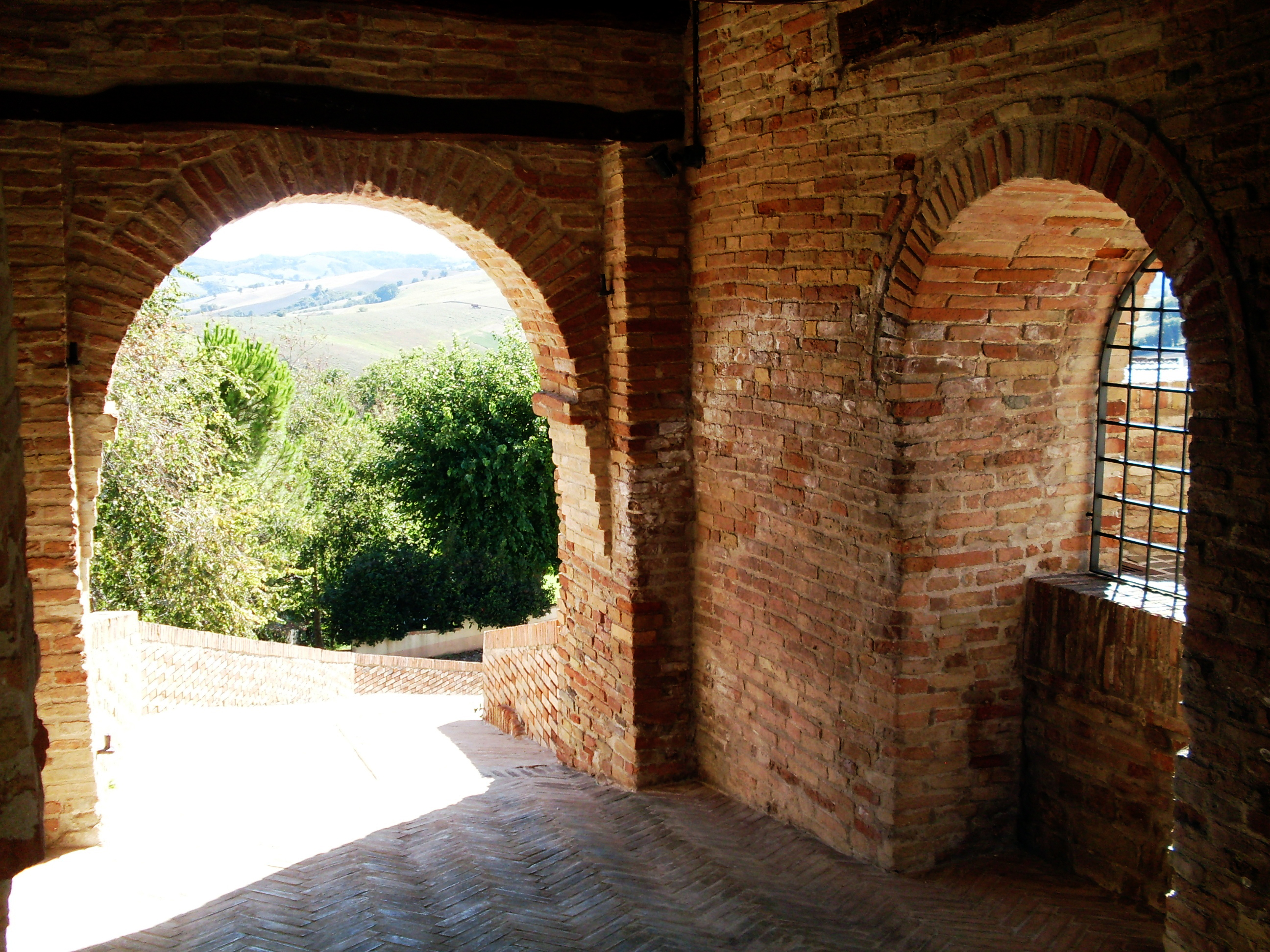
Loretello castello ingresso particolare
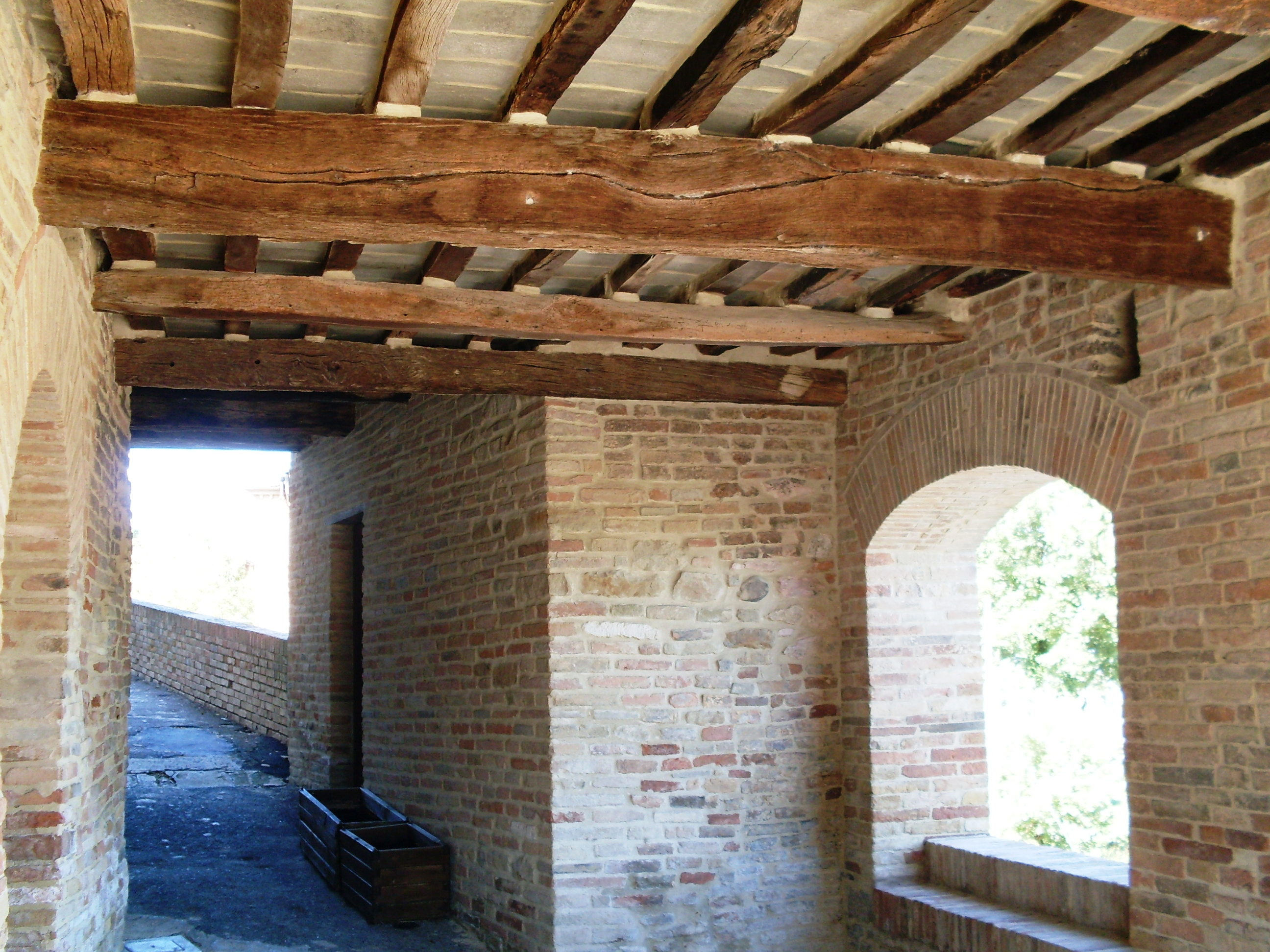
Loretello castello passaggi coperti